# Zero (filme)
Zero (Brasil: Zero, ou O Homem Sem Nome ) é um filme mudo britânico de 1928, do gênero drama, dirigido por Jack Raymond e estrelado por Stewart Rome, Fay Compton e Jeanne de Casalis. É baseado em um romance de Colinson Owen e feito no Cricklewood Studios.

## Elenco
- Stewart Rome – John Garth
- Fay Compton – Sra. Garth
- Jeanne de Casalis – Julia Norton
- Sam Livesey – Monty Sterling
- Dorinea Shirley – Veronica Sterling
- Joseph Tozer – Major Potterton
- Lewis Shaw – Victor Garth